# Jehro
Jehro, de son vrai nom Jérôme Cotta, né le 11 février 1965 à Marseille, est un auteur-compositeur-interprète français.

## Biographie
Né à Marseille, dans le quartier de la Belle de Mai, Jérôme Cotta grandit dans le quartier du Panier, il est bercé dès son enfance par la musique, issu d'une famille d'artistes, il écoute souvent son père chanteur auteur-compositeur « Rive Gauche » travailler et interpréter Georges Brassens, Jacques Brel, Léo Ferré, Georges Moustaki...à vingt ans, il quitte les bords de la Méditerranée pour courir son rêve musical outre Manche en partant vivre à Londres.
C'est à Hammersmith (quartier populaire de Londres), dans un squat d'artistes qu'il vivra une effervescente immersion Rock, Pop et Reggae au milieu de musiciens espagnols et jamaïcains. Il perfectionne son jeu de guitare en reprenant les standards et s'émancipe de sa langue natale, il chante Bob Marley dans le métro londonien et se prend d'affection pour cette musique, sa spiritualité et ses racines. De retour en France et après quelques expériences de groupes et de cafés-concerts, il décide de vivre à Paris et s'installe dans un petit hôtel du 18e arrondissement. Dans cette ville, ses quartiers et ses petites aventures du quotidien, il puise l'inspiration pour écrire et composer quelques années plus tard "L'arbre et le fruit", premier album solo signé chez Chrysalis/Emi sous son nom d'origine : Jérôme Cotta, qui lui vaut un véritable succès d'estime en France, en 2000 un deuxième album en langue Française "Bucolique Anonyme" chez Chrysalys/Emi est produit et réalisé au studio "Rising Sun" à Bruxelles (Belgique) mais qui n'aura pas de sortie commerciale officielle pour raisons économiques et premières crises du disque..
En 2001 à Paris, il rencontre Christian Brun et Richard Minier (The Marathonians) qui lui offrent l'opportunité d'explorer d'autres voies musicales, le duo détourne quelque temps Jehro de son parcours solo et ce sera le début d’une collaboration artistique fructueuse aux tonalités Soul-Folk-indo-électro et Calypso-Pop, il interprète et co-écrit six chansons sur l'album "A Tropical Soul Adventure " (The Marathonians (Warner Music/Superfruit 2003), Jehro découvre un nouveau chemin d'inspiration, une voie plus personnelle, ébauchée dans un patchwork multi-culturel, et chargée de musiques solaires et chaloupées..
En 2005, leur collaboration se poursuivra en Provence dans le village de Cotignac, pour la création d'un projet d'album solo chanté en anglais, espagnol et portugais : "Jehro" qui sera réalisé et produit par le duo The Marathonians avec leur label Superfruit puis signé officiellement sur le label Indépendant Recall, qui connaitra un succès public et commercial en France et à l'étranger.
Album nourri de musiques populaires caribéennes (Calypso, Parangue, Reggae..) de Folk, Reggae et de Soul Music , avec des textes co-écrits en majeure partie par Jehro et Jake Bailey.
L'album « Jehro », sorti en mars 2006, est nommé au prix Constantin et aux Victoires de la musique 2007 dans la catégorie musiques du monde.
L'album suivant Cantina Paradise (Warner Music 2011) est primé le 3 mars 2012 d'une Victoire de la musique dans la catégorie musiques du monde.
Il part en février 2015 aux USA (L.A Santa Monica) enregistrer en collaboration avec Mitchell Froom et David Boucher l'album Bohemian Soul Songs (Warner Music 2015) qui sort en juin 2015.

## Discographie

### En français
- 1999 - L'arbre et le fruit, Chrysalys/Emi
- 2001 - Bucolique Anonyme, Chrysalys/Emi (Album produit par Chrysalys/EMI mais jamais sorti dans le commerce)

### En anglais
- 2003 - A tropical soul adventure, Superfruit/Warner Music, avec The Marathonians
- 2006 - Jehro, Recall
- 2011 - Cantina Paradise, Warner Music
- 2015 - Bohemian Soul Songs, Warner Music

### Participation
- 2007 - To the world dans l'album Saison 5 d'IAM
- 2006 - All I want dans le film Le Cœur des hommes 2 de Marc Esposito
- 2006 - The Passers dans l'album hommage à Georges Brassens: Les Passantes
- 2005 - Radio sur la BO du film Ze film de Guy Jacques
- 2010 - Baba dans l'album de Toumast, Amachal (2010)
- 2021 - Life dans le film C'est magnifique